# Albert Decourtray
Albert Decourtray (9 de abril de 1923 - 16 de septiembre de 1994) fue un sacerdote de la Iglesia católica y romana, cardenal y arzobispo de Lyon; francés, nacido en Wattignies, en el departamento del Nord y fallecido en Lyon. Fue miembro de la Academia Francesa, a la que fue elegido en 1993 para el asiento número 4.

## Biografía

### Formación
En 1941 ingresó al seminario católico de Lille. 
Prosiguió sus estudios en la Universidad Católica de Lille antes de partir, en 1948, hacia la Pontificia Universidad Gregoriana en Roma, donde también ejerció la función de capellán en la iglesia de San Luis de los Franceses. Se doctoró en teología defendiendo una tesis sobre Nicolas Malebranche.

### Sacerdocio
Se ordenó sacerdote el 29 de junio de 1947 en la diócesis correspondiente a la misma ciudad francesa, celebrando su primera misa en julio de 1947 en Seclin.
De regreso en Francia (tras sus estudios), ejerció su ministerio como profesor en el seminario de Lille de 1952 a 1966. En 1966 fue nombrado vicario general de la diócesis de ese lugar.

### Episcopado
Pablo VI lo nombró obispo auxiliar de la diócesis de Dijon el 27 de mayo de 1971 y fue consagrado el 3 de julio siguiente. Asumió el obispado titular cuando el obispo de Dijon, monseñor André Charles de la Brousse, dimitió en abril de 1974.
En octubre de 1981 Juan Pablo II lo nombró arzobispo de Lyon, lo que le dio el título de Primado de las Galias.  

### Cardenalato
Creado cardenal con ocasión del consistorio del 25 de mayo de 1985. 
Fue elegido miembro de la Academia Francesa el 1 de julio de 1993 para ocupar el asiento número 4, que había sido de Jean Hamburger. Su recepción oficial como académico tuvo lugar el 10 de marzo de 1994. 
Su ministerio se caracterizó por el diálogo que supo conducir con la comunidad judía y por sus esfuerzos de comunicación interreligiosa. Decidió la apertura de los archivos de la diócesis de Lyon a los historiadores para el periodo correspondiente a la Segunda Guerra Mundial.

### Fallecimiento
Meses después de su recepción oficial como académico, fue víctima de una hemorragia cerebral que lo llevó a la tumba el 16 de septiembre de 1994 en Lyon. Está enterrado en la cripta de la Catedral de Lyon.
Su divisa cardenalicia fue «In simplicitate'» (En la simplicidad).

## Obra
- Une voix dans la rumeur du monde (1988)

## Reconocimientos
- Oficial de la Legión de Honor